# Joaquín Miguel Gutiérrez, Berriozábal
Joaquín Miguel Gutiérrez är en ort i Mexiko.   Den ligger i kommunen Berriozábal och delstaten Chiapas, i den sydöstra delen av landet, 700 km öster om huvudstaden Mexico City. Joaquín Miguel Gutiérrez ligger 535 meter över havet och antalet invånare är 357.
Terrängen runt Joaquín Miguel Gutiérrez är kuperad. Runt Joaquín Miguel Gutiérrez är det ganska tätbefolkat, med 104 invånare per kvadratkilometer. Närmaste större samhälle är Ocozocoautla de Espinosa, 19,5 km söder om Joaquín Miguel Gutiérrez. I omgivningarna runt Joaquín Miguel Gutiérrez växer huvudsakligen savannskog.